# Forum (editora)
A Forum - com o nome completo Forum Bokförlag - é uma editora sueca fundada em 1944, pertencente à Editora Bonnier. 
Aposta na literatura, editando cerca de 70 livros por ano. 

Entre os autores publicados, está Camilla Läckberg. 